# Mourneview Park
Mourneview Park es un estadio de fútbol en Lurgan, Irlanda del Norte y es el lugar donde se encuentra el club Glenavon de la NIFL Premiership. El estadio tiene capacidad para 4.160 y se construyó originalmente en 1895. Las finales de la Copa de la Liga de Irlanda 2008-09 y las finales de la Copa de la Liga de Irlanda 2010-2012 se celebraron en el estadio en la primera final de la Copa de la Liga que se celebrara fuera de Belfast.

## Historia
Entre 1992 y 2005, Mourneview Park se sometió a una serie de renovaciones significativas, incluida la construcción de tres nuevos puestos con asientos. Mourneview Park ha sido utilizado por la Irish Football Association para albergar partidos neutrales en el pasado. En 2003, la Irish Football Association eliminó a Mourneview Park como posible anfitrión de la semifinal de la Copa de Irlanda debido a los disturbios entre los fanáticos de Glentoran y Portadown. Mourneview Park ha sido atacado previamente por incendiarios, incluso en 2005 cuando una bomba de gasolina fue arrojada a un bar del club de aficionados que la destruyó, lo que llevó a Glenavon a considerar el cierre de Mourneview Park debido al daño continuo. En 2009, fue seleccionado para albergar la final de la Copa de la Liga irlandesa 2009 porque ninguno de los dos grandes de Belfast llegó a la final y habría sido más difícil para los fanáticos de los finalistas Newry City y Portadown llegar a una sede de Belfast. Este fue el mismo caso para la final de la Copa de la Liga de Irlanda 2011, con Mourneview Park elegido porque los finalistas fueron Lisburn Distillery y Portadown, dos de los clubes de la Premier League más cercanos a Mourneview Park en ese momento.
En 2014, Mourneview Park fue nominado por el club de Belfast, Linfield, como su estadio para jugar de local para sus partidos en casa en la UEFA Europa League después de su estadio habitual, Windsor Park estaba en proceso de reurbanización.
Mourneview Park fue elegido como sede de la semifinal de la Copa de Irlanda 2015 entre Glentoran y Crusaders debido a la falta de disponibilidad de Windsor Park antes de un encuentro internacional de Irlanda del Norte .

### Fútbol internacional
Mourneview Park se ha utilizado para albergar partidos del equipo de fútbol sub-21 nacional de Irlanda del Norte, así como partidos relacionados con el equipo nacional de fútbol femenino de Irlanda del Norte.

## Otros usos
Mourneview Park también se ha utilizado para fines ajenos al fútbol. En 2014 organizó un evento evangélico cristiano organizado por el exjugador de la selección nacional de fútbol de Irlanda del Norte que se convirtió en ministro, Stuart Elliott.